# Tony Ramoin
Tony Émile Frédéric Ramoin (ur. 23 grudnia 1988 w Cannes) – francuski snowboardzista, brązowy medalista olimpijski.

## Kariera
Po raz pierwszy na arenie międzynarodowej pojawił się 23 marca 2001 roku w Serre Chevalier, gdzie w mistrzostwach kraju zajął 81. miejsce w gigancie. W 2004 roku wystartował na mistrzostwach świata juniorów w Klinovcu i Oberwiesenthal, gdzie zajął 39. miejsce w gigancie równoległym (PGS). Jeszcze czterokrotnie startował na imprezach tego cyklu, najlepszy wynik osiągając podczas rozgrywanych rok później mistrzostw świata juniorów w Zermatt, gdzie zdobył złoty medal w snowcrossie. Zajął też trzecie miejsce w tej konkurencji na mistrzostwach świata juniorów w Valmalenco w 2008 roku.
W zawodach Pucharu Świata zadebiutował 17 września 2005 roku w Valle Nevado, zajmując 49. miejsce w snowcrossie. Pierwsze pucharowe punkty wywalczył 8 marca 2007 roku w Lake Placid, zajmując 16. miejsce w tej konkurencji. Na podium zawodów tego cyklu po raz pierwszy stanął 14 marca 2012 roku w Valmalenco, kończąc rywalizację w snowcrossie na trzeciej pozycji. W zawodach tych wyprzedzili go jedynie Stian Sivertzen z Norwegii i Alex Tuttle USA. Najlepsze wyniki osiągnął w sezonie 2011/2012, kiedy to zajął dziewiąte miejsce w klasyfikacji snowcrossu.
Największy sukces w karierze osiągnął w 2010 roku, kiedy na igrzyskach olimpijskich w Vancouver zdobył brązowy medal w snowcrossie, mimo iż do tego momentu nie stawał na podium najważniejszych seniorskich imprez. Wyprzedzili go tylko Seth Wescott z USA i Kanadyjczyk Mike Robertson. Na rozgrywanych cztery lata później igrzyskach w Soczi był siedemnasty. Zajął też między innymi dziewiąte miejsce podczas mistrzostw świata w Stoneham w 2013 roku.

## Osiągnięcia

### Igrzyska olimpijskie
| Miejsce | Dzień     | Rok  | Miejscowość | Konkurencja    | Zwycięzca       |
| ------- | --------- | ---- | ----------- | -------------- | --------------- |
| 3.      | 15 lutego | 2010 | Vancouver   | Snowboardcross | Seth Wescott    |
| 17.     | 18 lutego | 2014 | Soczi       | Snowboardcross | Pierre Vaultier |

### Mistrzostwa świata
| Miejsce | Dzień       | Rok  | Miejscowość | Konkurencja    | Zwycięzca      |
| ------- | ----------- | ---- | ----------- | -------------- | -------------- |
| 27.     | 18 stycznia | 2011 | La Molina   | Snowboardcross | Alex Pullin    |
| 9.      | 26 stycznia | 2013 | Stoneham    | Snowboardcross | Alex Pullin    |
| 23.     | 16 stycznia | 2015 | Kreischberg | Snowboardcross | Luca Matteotti |

### Puchar Świata

#### Miejsca w klasyfikacji generalnej
- sezon 2005/2006: 258.
- sezon 2006/2007: 174.
- sezon 2007/2008: 268.
- sezon 2008/2009: 268.
- sezon 2009/2010: 83.
  - SBX[1]
- sezon 2010/2011: 48.
- sezon 2011/2012: 9.
- sezon 2012/2013: 39.
- sezon 2013/2014: 28.
- sezon 2014/2015: 49.
- sezon 2015/2016: 32.

#### Miejsca na podium w zawodach
1. Valmalenco – 14 marca 2012 (snowcross) – 3. miejsce